# Il colore viola (film 2023)
Il colore viola (The Color Purple) è un film del 2023 diretto da Blitz Bazawule.
La pellicola è l'adattamento cinematografico del musical di Broadway The Color Purple con libretto di Marsha Norman e colonna sonora di Brenda Russell, Allee Willis e Stephen Bray, a sua volta tratto da Il colore viola, romanzo premio Pulitzer di Alice Walker. È la seconda trasposizione cinematografica del romanzo dopo il film Il colore viola (1985) di Steven Spielberg, tornato come produttore del film di Bazawule assieme a Oprah Winfrey.
Il film ha ottenuto recensioni generalmente positive dalla critica cinematografica; le interpretazioni di Fantasia Barrino, nel ruolo di protagonista di Celie, e Danielle Brooks, nel ruolo di Sofia, hanno ottenuto differenti candidature ai principali premi cinematografici, tra cui ai Golden Globe e BAFTA Award e agli Screen Actors Guild Awards, tra cui al miglior cast cinematografico. Brooks ha inoltre ottenuto una candidatura all'Oscar alla miglior attrice non protagonista.

## Trama
Georgia, Stati Uniti d'America, 1909. L’adolescente afroamericana Celie, orfana di madre, vive con la sorella Nettie e il padre Alfonso, uomo alcolizzato e violento verso le figlie. Il padre ha svariati rapporti incestuosi con Celie, abusandone sessualmente, sino a metterla incinta due volte. Quando Celie partorisce il secondogenito, Alfonso le porta via il bambino, come accaduto con la prima figlia. Dopo il parto costringe Celie a sposare un contadino locale, padre di tre figli, Albert "Mister" Johnson, anch'egli violento e con problemi di alcolismo. Nello stesso periodo Alfonso cerca di molestare Nettie, tuttavia lei fugge e si trasferisce nella fattoria della sorella e Mister, finché quest'ultimo non l'esilia quando respinge il tentativo di un rapporto sessuale con lui. Nettie promette di scrivere a Celie ogni giorno prima di partire, per mantenere un contatto tra sorelle
Nel 1917, Celie è ancora sposata con Mister che continua a tenerla soggiogata e ad abusare psicologicamente e fisicamente di lei, mentre il figlio Harpo sposa una donna forte ed emancipata, Sofia. Harpo cerca di costruire una casa, ma finisce per trasformarla in un juke joint. Celie e la cognata diventano amiche: Sofia cerca di rendere Celie indipendente rispetto a Mister, tentativo che fallisce quando Harpo, spinto dal padre che lo ritiene un debole, cerca di imporsi sulla moglie picchiandola. Sofia decide di lasciare Harpo, togliendo a Celie la speranza di ribellarsi da Mister. Harpo inizia a frequentare un'altra donna, Mary "Squeak" Agnes.
Un giorno, la cantante jazz Shug Avery arriva in città e si trasferisce a casa di Mister, in quanto ex amanti, e resta colpita dalla situazione di sottomissione di Celie nei confronti del marito, il quale appare domabile da Shug. La cantante si esibisce nel juke joint di Harpo portando con se Celie. Nel corso dello spettacolo, Sofia si presenta e Harpo cerca di ballare, ma Mary Agnes si intromette. Le due donne scatenano una rissa che distrugge il locale, portando Sofia ad essere cacciata dalla comunità. Shug e Celie tornano a casa e Shug rivela a Celie una lettera nella cassetta della posta spedita da Nettie. Nella lettera si scopre che la sorella ha vissuto in Africa e che ha continuato a cercare un contatto con lei.
Tornata in Georgia, Sofia viene chiamata dalla moglie del sindaco a farle da cameriera, ma rifiuta e viene arrestata in quanto nera che disubbidiva a una bianca. Viene rilasciata dopo sei anni e finisce comunque per lavorare per la moglie del sindaco. La domenica di Pasqua del 1943, Celie, appoggiata da Shug, affronta Mister davanti al padre e alla famiglia e lo lascia. Shug decide di ripartire per Memphis, portando con se Celie e Mary Agnes.
Nel 1945, quando Alfonso muore, la nuova moglie gli rivela che non era il padre di Celie o di Nettie e che, grazie alla madre, entrambe le sorelle possiedono il negozio di alimentari e la casa in cui sono cresciute. Celie avvia un negozio di pantaloni con l'aiuto di Shug, Sofia e Mary Agnes. Nel frattempo, Mister è diventato un senzatetto e ubriacone. Giura di fare la cosa giusta per Celie e in seguito visita il suo negozio e compra un paio di pantaloni. Pur esitando a vederlo, Celie accetta di mantenere un rapporto di amicizia con lui.

## Produzione

### Sviluppo
Il 2 novembre 2018 è stato annunciato che Warner Bros. Pictures e Amblin Entertainment stavano lavorando a un adattamento cinematografico del musical The Color Purple che sarebbe stato prodotto da Steven Spielberg e Quincy Jones, già produttori del film del 1985. Ai due produttori si sono affiliati Oprah Winfrey e Scott Sanders, che avevano prodotto il musical a Broadway, nel caso di Winfrey, recitato anche nel primo adattamento cinematografico del romanzo. In seguito alla morte di Allee Willis nel 2019, è stato annunciato anche che Siedah Garrett si era unita al progetto per collaborare con Brenda Russell e Stephen Bray, autori della partitura originale del musical, alla creazione di nuove canzoni. Nell'agosto 2020 è stato confermato che Marcus Gardley avrebbe firmato la sceneggiatura, mentre Blitz Bazawule avrebbe curato la regia. Il film ha avuto un budget tra i 90 e i 100 milioni di dollari.

### Cast
Tra l'agosto del 2021 e il febbraio 2022 è stata annunciata anche la presenza nel cast di Corey Hawkins, H.E.R., Danielle Brooks, Colman Domingo, Halle Bailey e Fantasia Barrino nei ruoli dei protagonisti. Fantasia aveva già interpretato la protagonista Celie a Broadway nel 2005, mentre Danielle Brooks aveva recitato nel ruolo di Sofia a Broadway nel 2017. Nel marzo 2023 è stata annunciata la presenza di Ciara nel ruolo di Nettie Harris adulta.

### Riprese
Le riprese si sono svolte tra il marzo e il luglio 2022 in diverse location degli Stati Uniti meridionali, tra cui Jekyll Island.

## Colonna sonora
Il 27 novembre sono stati rivelati i musicisti e i compositori della colonna sonora, prodotta esecutivamente da Quincy Jones, Larry Jackson e Scott Sanders tramite WaterTower Music e Gamma. La colonna sonora contiene canzoni di Alicia Keys, Usher, Mary J. Blige, Megan Thee Stallion, Jennifer Hudson, Keyshia Cole, Jorja Smith, Coco Jones, Mary Mary, Missy Elliott e delle attrici del film Halle Bailey, H.E.R e Ciara. La colonna sonora del film include canzoni originali di Broadway, tra cui She Be Mine e Shug Avery Comin' to Town e canzoni originali.
Il duo americano di produttori discografici e autori di canzoni Nova Wav, composto da Denisia Andrews e Brittany Coney, è stato coinvolto nel progetto dal regista Bazawule. Il duo ha scritto e composto la canzone originale Keep it movin, con Morten Ristorp e Halle Bailey, interpretata dalla stessa Bailey e da Phylicia Pearl Mpas. La canzone è stata pubblicata l'11 novembre 2023. Il 27 novembre 2023 è stata pubblicata Lifeline, la seconda canzone originale del film, scritta e interpretata da Alicia Keys.
L'album della colonna sonora è stato pubblicato il 15 dicembre 2023 dalla WaterTower Music con il titolo The Color Purple (Music From and Inspired By). Un secondo album ufficiale della colonna sonora che presenta le musiche del film è stato pubblicato insieme al film il 25 dicembre 2023 e composto da Kris Bowers.

## Promozione
Il primo trailer è stato pubblicato il 22 maggio 2023.

## Distribuzione
Il film è stato presentato in anteprima mondiale a Londra il 20 novembre 2023. La distribuzione del film nelle sale statunitensi è avvenuta il 25 dicembre 2023, mentre nelle sale italiane è stata distribuito l'8 febbraio 2024 .

## Accoglienza

### Incassi
Negli Stati Uniti e in Canada, Il colore viola ha incassato nella prima settimana 18,2 milioni di dollari, classificandosi al primo posto al botteghino. Il giorno di apertura è stato il secondo più alto incasso nazionale per un film uscito nel giorno di Natale di tutti i tempi negli Stati Uniti, posizionandosi dopo i 24 milioni di dollari di Sherlock Holmes del 2009, e il più alto incasso per un musical dopo la pandemia di COVID-19. Il fine settimana successivo il film ha guadagnato 11,7 milioni di dollari, piazzandosi al quarto posto al botteghino e totalizzando 44 milioni di dollari nella sua prima settimana di uscita. L'incasso totale è di 68819191 $ nel mondo, di cui 60619191 $ in Nordamerica.

### Critica
Dopo la prima negli Stati Uniti, il film ha ricevuto consensi e recensioni positive da parte della critica cinematografica; su Rotten Tomatoes l'81% delle 257 recensioni è positivo, con un voto medio di 7.2 su 10; su Metacritic il punteggio medio delle 49 recensioni è di 72 su 100. Il progetto è stato apprezzato per la regia di Bazawule e i costumi di Francine Jamison-Tanchuck, oltre che per il cast di attori, con particolare rilevanza per Fantasia Barrino e Danielle Brooks. Il film è stato inoltre considerato tra i migliori del 2023 dal New York Post, Deadline Hollywood, e People.
Pete Hammond, recensendo il film per Deadline Hollywood, riporta che sebbene «la versione di Spielberg risuona ancora», la regia di Bazawule «porta una visione unica che fa di questa nuova versione un'autentica e preziosa aggiunta all'eredità di Spielberg», apprezzando la fotografia di Dan Laustsen, la quale offre una visione del sud di inizio Novecento raramente vista nei film che ritraggono il periodo, in particolare le vite degli afroamericani». Katie Walsh del Los Angeles Times descrive l'approccio del regista «moderno, pur rendendo omaggio alle tradizioni dei musical di Broadway», mentre il cast «lascia senza fiato», criticando la Barrino per la sua «straordinaria interpretazione di Celie, che mantiene il centro emotivo dopo decenni» e Brooks, che «ruba l'intero film, [...] porta fuoco, umorismo e grinta a un personaggio che subisce un arco drammatico e tragico».
Peter Bradshaw del The Guardian scrive che sebbene «i fili della trama si legano alla fine con sorprendente serendipità», con «calore e veemenza soprattutto nei grandi numeri d'insieme», il film «risulta meno riuscito nelle scene solitarie e nell'evocazione della solitudine e della disperazione», elogiando tuttavia Barrino, Henson e Brooks, definite «un trio di protagoniste femminili di assoluto rilievo, che sovraccaricano l'azione con il loro feroce carisma». Peter Debruge di Variety ha sottolineato che il film ha apportato «un miglioramento soddisfacente» rispetto all'adattamento cinematografico originale, aggiungendo «dettagli espressionistici». Anche se «alcuni di questi trucchi funzionano meglio di altri», il giornalista ritiene che «tutti funzionano per aumentare l'esperienza, facendo sentire Il colore viola ancora più monumentale di quanto non fosse nelle mani di Spielberg».

## Riconoscimenti
- 2024 - Premio Oscar
  - Candidatura alla migliore attrice non protagonista a Danielle Brooks
- 2024 - Golden Globe[42]
  - Candidatura alla migliore attrice in un film commedia o musicale a Fantasia Barrino
  - Candidatura alla migliore attrice non protagonista a Danielle Brooks
- 2024 - British Academy Film Awards[43]
  - Candidatura alla migliore attrice protagonista a Fantasia Barrino
  - Candidatura alla migliore attrice non protagonista a Danielle Brooks
- 2024 - Screen Actors Guild Award[44]
  - Candidatura alla migliore attrice non protagonista cinematografica a Danielle Brooks
  - Candidatura al miglior cast cinematografico
- 2024 - Black Reel Awards[45]
  - Miglior interpretazione non protagonista a Danielle Brooks
  - Miglior interpretazione esordiente a Fantasia Barrino
  - Migliore direzione di un cast a Tiffany Little Canfield, Destiny Lilly e Bernard Telsey
  - Migliore partitura musicale a Kris Bowers
  - Miglior colonna sonora
  - Migliore canzone originale per Keep It Movin'[46]
  - Migliori costumi a Francine Jamison-Tanchuck
  - Miglior trucco e pettinature a Carol Rasheed e Lawrence Davis
  - Miglior produzione a Paul D. Austerberry
  - Candidatura al miglior film
  - Candidatura al miglior regista per Blitz Bazawule
  - Candidatura al miglior regista emergente per Blitz Bazawule
  - Candidatura alla miglior interpretazione da protagonista a Fantasia Barrino
  - Candidatura alla miglior interpretazione non protagonista a Colman Domingo
  - Candidatura alla miglior interpretazione non protagonista a Taraji P. Henson
  - Candidatura alla miglior interpretazione esordiente a Danielle Brooks
  - Candidatura alla miglior interpretazione esordiente a Phylicia Pearl Mpasi
  - Candidatura al miglior sceneggiatore esordiente a Marcus Gardley
  - Candidatura al miglior montaggio a Jon Poll
- 2024 - Critics' Choice Movie Awards[47]
  - Candidatura al miglior film
  - Candidatura alla migliore attrice non protagonista a Danielle Brooks
  - Candidatura al miglior cast corale
  - Candidatura ai migliori costumi a Francine Jamison-Tanchuck
  - Candidatura alle migliori acconciature e trucco a Carol Rasheed e Lawrence Davis
- 2023 - Hollywood Music in Media Awards[48]
  - Candidatura alla migliore canzone originale in un film per Keep It Movin'[46]
  - Candidatura alla migliore interpretazione in un film a Halle Bailey e Phylicia Pearl Mpasi con Keep It Movin'
- 2024 - Make-Up Artists and Hair Stylists Guild
  - Candidatura alla miglior acconciatura d'epoca e/o acconciatura di personaggio d'epoca a Lawrence Davis, Andrea Mona Bowman e Tym Wallace
- 2024 - NAACP Image Award[49]
  - Miglior film
  - Miglior interpretazione non protagonista a Danielle Brooks
  - Miglior interpretazione protagonista a Fantasia Barrino
  - Miglior interpretazione non protagonista a Colman Domingo
  - Miglior interpretazione non protagonista a Taraji P. Henson
  - Miglior interpretazione esordiente a Phylicia Pearl Mpasi
  - Miglior cast
  - Miglior direzione creativa emergente per Blitz Bazawule
  - Migliori costumi a Francine Jamison-Tanchuck
  - Miglior trucco a Carol Rasheed, Saisha Beecham, Ngozi Olandu Young, Manny Davila, Milene Melendez
  - Miglior Hairstyling a Lawrence Davis, Tym Wallace, Andrea Mona Bowen, Angela Renae Dyson, Jorge Benitez Villalobos
  - Miglior colonna sonora a The Color Purple (2023 Original Motion Picture Soundtrack)
  - Candidatura alla miglior interpretazione non protagonista a Corey Hawkins
  - Candidatura alla miglior interpretazione non protagonista a Danielle Brooks
  - Candidatura alla miglior interpretazione non protagonista a Halle Bailey
  - Candidatura alla migliore sceneggiatura a Marcus Gardley
  - Candidatura alla migliore partitura musicale a Kris Bowers
- 2024 - People Choice Awards[50]
  - Candidatura al film drammatico dell'anno
  - Candidatura alla migliore interpretazione protagonista in un film drammatico a Fantasia Barrino
  - Candidatura alla miglior interpretazione in un film a Danielle Brooks
- 2024 - Satellite Award[51]
  - Candidatura alla migliore attrice a Fantasia Barrino
  - Candidatura ai migliori costumi a Francine Jamison-Tanchuck
- 2023 - Washington D.C. Area Film Critics Association Awards
  - Candidatura alla miglior attrice non protagonista a Danielle Brooks
  - Candidatura alla miglior colonna sonora a Kris Bowers